# Bergsturkar
Bergsturkar (turkiska dağ Türkü) var i Republiken Turkiet fram till 1990-talet den officiella benämningen på kurder, som ett led i förnekadet av kurdernas kulturella identitet.
En bidragande orsak till att förneka etniska skillnader vid grundandet av republiken Turkiet var att nationalismen var en betydande faktor vid Osmanska rikets fall. Utifrån den nationalistiska turkiska synen är kurder i Turkiet ursprungligen turkar, som har glömt sitt ursprung och språk. Till skillnad från armenier och greker blev kurderna inte officiellt erkända som minoritet i enlighet med Lausannefördraget; även judarna gavs minoritetsstatus i fördraget men de judiska representanterna avböjde att få en speciell status i Turkiet.
Begreppet används sedan början av 1990-talet betydligt mindre då det officiella Turkiet slutade använde begreppet, delvis efter häftig kritik från det internationella samfundet och i samband med det förnyade försöket att närma landet till EU. Idag talar både politiker och de större tidningarna om kurder som just kurder och statusen för det kurdiska språket har sakta förbättrats. Vintern 2008 startade det statliga turkiska tv-bolaget en kurdiskspråkig kanal, något som hade varit otänkbart tio år tidigare.